# Naturressourcer (uddannelse)
 For alternative betydninger, se Naturressourcer. (Se også artikler, som begynder med Naturressourcer)
Naturressourcer er en bacheloruddannelse ved Københavns Universitet. Uddannelsen udbydes af Det Natur- og Biovidenskabelige Fakultet; i daglig tale kaldet SCIENCE.
Bacheloruddannelsen giver en bred viden om planter, miljø, samfund og økonomi. Samtidig kan man gennem en af uddannelsens fire fagpakker specialisere sig inden for et af områderne. Bacheloruddannelsen giver adgang til en række kandidatuddannelser, lige fra de naturvidenskabelige til de mere samfundsvidenskabelige. 

## Uddannelsens opbygning
Det første år på uddannelsen består af en grundpakke med obligatoriske fag, der giver en bred naturvidenskabelig grundviden. Andet og tredje år består af valgfrie kurser og af en af de fire fagpakker, som uddannelsen tilbyder.
De valgfrie kurser kan ligge inden for et af uddannelsens fagområder, som man ønsker at fordybe sig yderligere i, eller være kurser, der udbydes på andre fakulteter på Københavns Universitet eller på andre danske eller udenlandske universiteter.
De fire fagpakker, hvoraf man skal vælge én, er:
- Plantevidenskab (i land-, skov- og havebrug).

- Miljøvidenskab (kemi, økologi og bæredygtighed i produktion og miljø).

- Naturforvaltning (planlægning og forvaltning i skov og landskab).

- Miljøøkonomi (samfundsøkonomiske konsekvenser af miljøregulering).

I alle fagpakkerne indgår et specifikt temakursus. Temakurset er et problemorienteret forløb, hvor du skal bruge den viden, du har fra dine andre kurser, til at fordybe dig i tværfaglige problemstillinger.
Uddannelsen afsluttes med et bachelorprojekt, der er et selvstændigt, skriftligt arbejde om et selvvalgt emne.

## Karrieremuligheder
Kandidater inden for naturressourceområdet har mange forskellige karrieremuligheder. Uddannelsens kompetencer er  meget efterspurgte, da de bl.a. kan medvirke til at løse forsynings- og miljøudfordringer i hele verden eller bidrage til bæredygtig udvikling af skov og land. Især hvis man vælger at specialisere sig yderligere på en kandidatuddannelse, fx inden for forvaltning, land-, have- eller skovbrug eller miljø.